# Sandy Cape
Sandy Cape är en udde i Australien. Den ligger i delstaten Queensland, omkring 310 kilometer norr om delstatshuvudstaden Brisbane.
Trakten är glest befolkad. Det finns inga samhällen i närheten.
Savannklimat råder i trakten. Genomsnittlig årsnederbörd är 1 354 millimeter. Den regnigaste månaden är januari, med i genomsnitt 284 mm nederbörd, och den torraste är september, med 17 mm nederbörd.